# French Camp (Califòrnia)
French Camp és una població dels Estats Units a l'estat de Califòrnia. Segons el cens del 2000 tenia 4.109 habitants.

## Demografia
Segons el cens del 2000, French Camp tenia 4.109 habitants, 576 habitatges, i 438 famílies. La densitat de població era de 511,8 habitants/km².
Dels 576 habitatges en un 37,8% hi vivien nens de menys de 18 anys, en un 51,4% hi vivien parelles casades, en un 15,1% dones solteres, i en un 23,8% no eren unitats familiars. En el 19,3% dels habitatges hi vivien persones soles el 7,8% de les quals corresponia a persones de 65 anys o més que vivien soles. El nombre mitjà de persones vivint en cada habitatge era de 3,14 i el nombre mitjà de persones que vivien en cada família era de 3,57.
Per edats la població es repartia de la següent manera: un 24,5% tenia menys de 18 anys, un 14,9% entre 18 i 24, un 39,2% entre 25 i 44, un 15,2% de 45 a 60 i un 6,1% 65 anys o més.
L'edat mediana era de 30 anys. Per cada 100 dones de 18 o més anys hi havia 192,1 homes.
La renda mediana per habitatge era de 28.295 $ i la renda mediana per família de 29.034 $. Els homes tenien una renda mediana de 30.556 $ mentre que les dones 17.083 $. La renda per capita de la població era de 9.945 $. Entorn del 27,1% de les famílies i el 40,8% de la població estaven per davall del llindar de pobresa.

## Poblacions més properes
El següent diagrama mostra les poblacions més properes.